# St. Augustine Shores, Florida
St. Augustine Shores är en ort (CDP) i St. Johns County, i delstaten Florida, USA. Enligt United States Census Bureau har orten en folkmängd på 7 359 invånare (2010) och en landarea på 11,4 km².